# Stamnodes camposi
Stamnodes camposi là một loài bướm đêm trong họ Geometridae.